# Strömsdal, Ludvika kommun
Strömsdal är en by, tidigare järnbruk, i Säfsnäs distrikt, Ludvika kommun, Dalarnas län. Den är belägen ca 25 km sydöst om Fredriksberg och ca 50 km väster om Ludvika. Strömsdal är en del av Ekomuseum Bergslagen.

## Historik

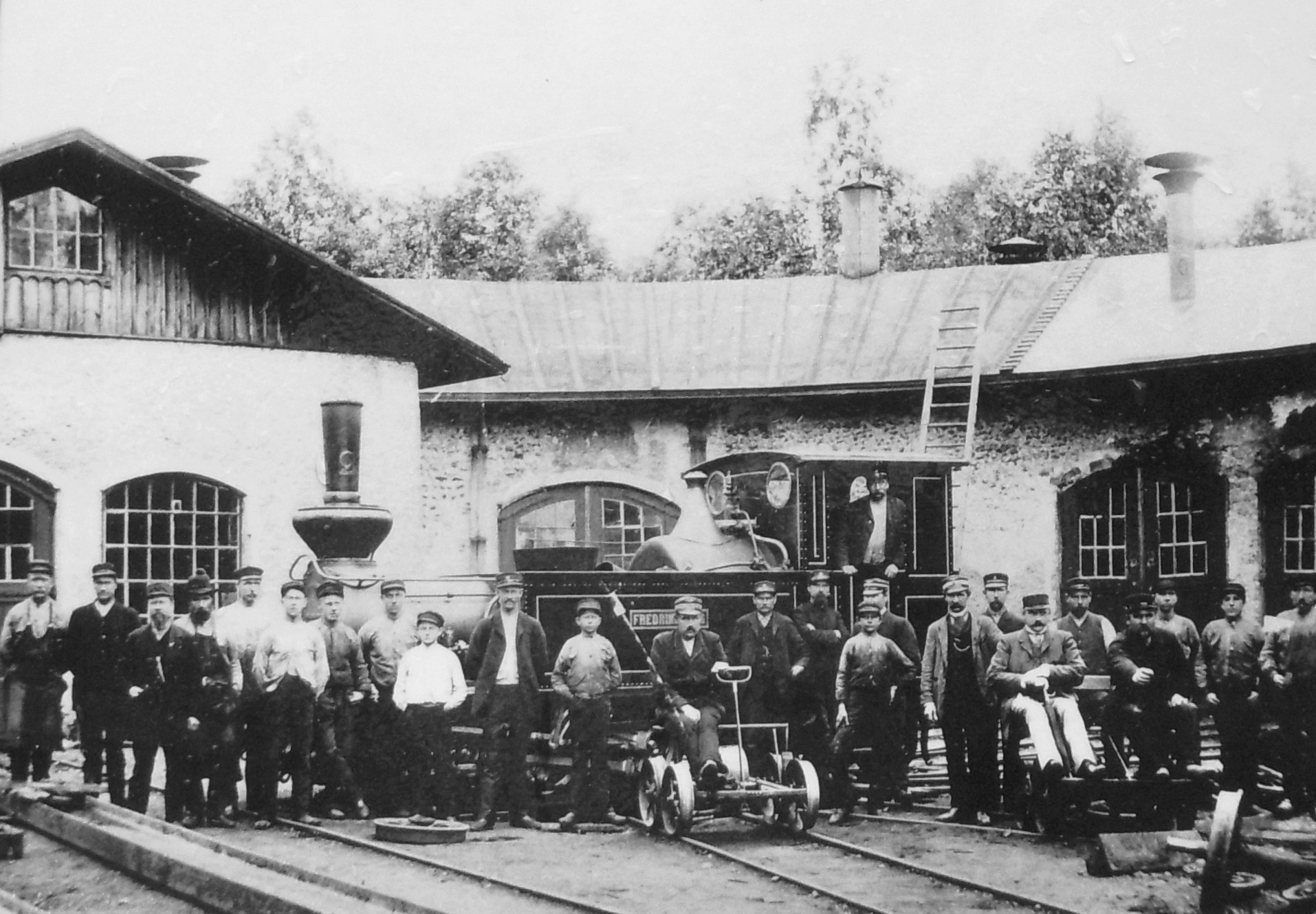
Lokstallet och loket "Fredriksberg".

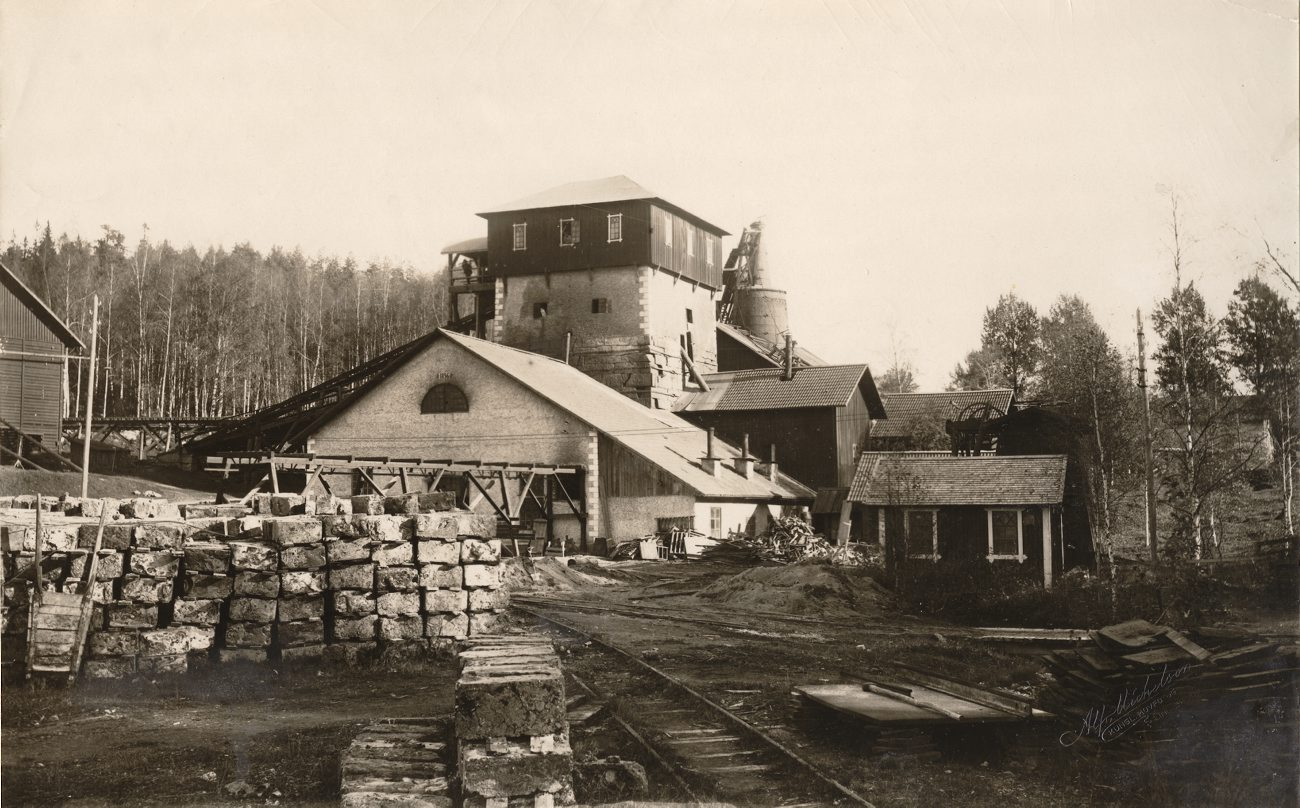
Strömsdals hytta ca 1900.

I Strömsdal anlades 1727 en masugn av kompanjonerna Hans Sebastian Grave och Hans Olsson Ström, den senare fick även ge namn åt bruket och senare till hela samhället. På platsen byggdes redan nästa år också ett stålverk, fast det inte ingick i tillståndet. Platsen för den nya hyttan var väl vald. Här fanns vattenkraft för att driva masugnens blåsbälg och rikligt med skog för tillverkning av träkol. Under senare delen av 1800-talet hade man ett 45-tal kolare i omgivande torp kontrakterade att leverera kol till bruket. Limsten (kalk) bröts i Limgruvan vid Lövtjärn under hela bruksperioden. Malmen kom i början till stor del från gruvor i Ljusnarsbergs malmfält men senare dominerade malmen från Grängesbergs gruvor och på slutet av 1800-talet bröt man också malm endast en km väster om hyttan i Sjögruvan vid Svansjön. Malmen transporterade med häst och malmsläde på vinterföre till Strömsdal där den smältes till tackjärn. Tackjärnet gick sedan vidare på landsvägen till smedjan i Gravendal.
Stålverket flyttade till Tyfors år 1800 och vidare till Gravendal 1849 för att slutligen läggas ner 1865.
Med Säfsnäs Järnväg kort "Säfsbanan", som anlades 1873-1876 började en ny blomstringstid för Strömsdal. Järnvägen sträckte sig från Hörken via Strömsdal till Fredriksberg och Strömsdal blev en centralort med egen stationsbyggnad. I Strömsdal uppfördes även järnvägsverkstad med gjuteri och lokstallar. I och med järnvägen utvecklades driften av byns näringar och ett större sågverk byggdes som drevs av en vattenturbin på 100 hk. Befolkningen i Strömsdal ökade från 22 till 250 personer.. Tackjärnproduktionen nådde sin topp i slutet av 1800-talet med 3000-4000 ton årligen. 
Hyttan blåstes ner år 1909 och år 1919 revs den. Därefter nerlades även den övriga bruksrörelsen. År 1939 inställdes persontrafiken och 1945 inställdes även godstrafiken på järnvägen som sen revs. Ett av Säfsbanans lokomotiv "Sebastian Grave" finns på Lokmuseet i Grängesberg.

## Nutid
Idag återstår endast ett fåtal fast boende i byn, medan de flesta hus har blivit fritidsbostäder. Kvar finns hyttruin, dammanläggning, klensmedja, herrgård samt dalkarlsstugan, ett övernattningsställe för dagarbetare vid hyttan. Detta hus används idag av Strömsdals Hembygdsvänner, som håller öppet sommartid med café och utställningar.

## Nutida bilder

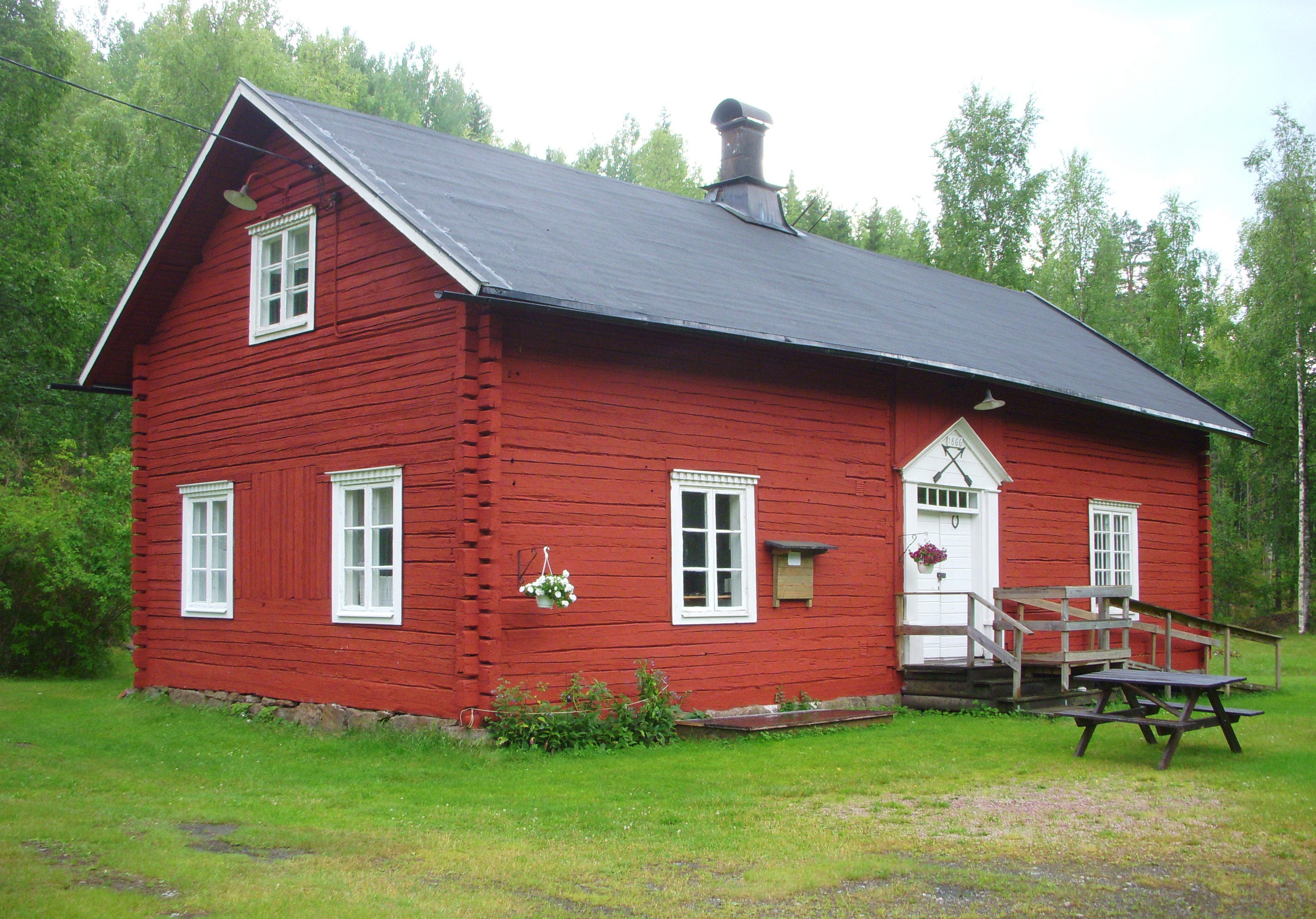
Dagkarlsstugan
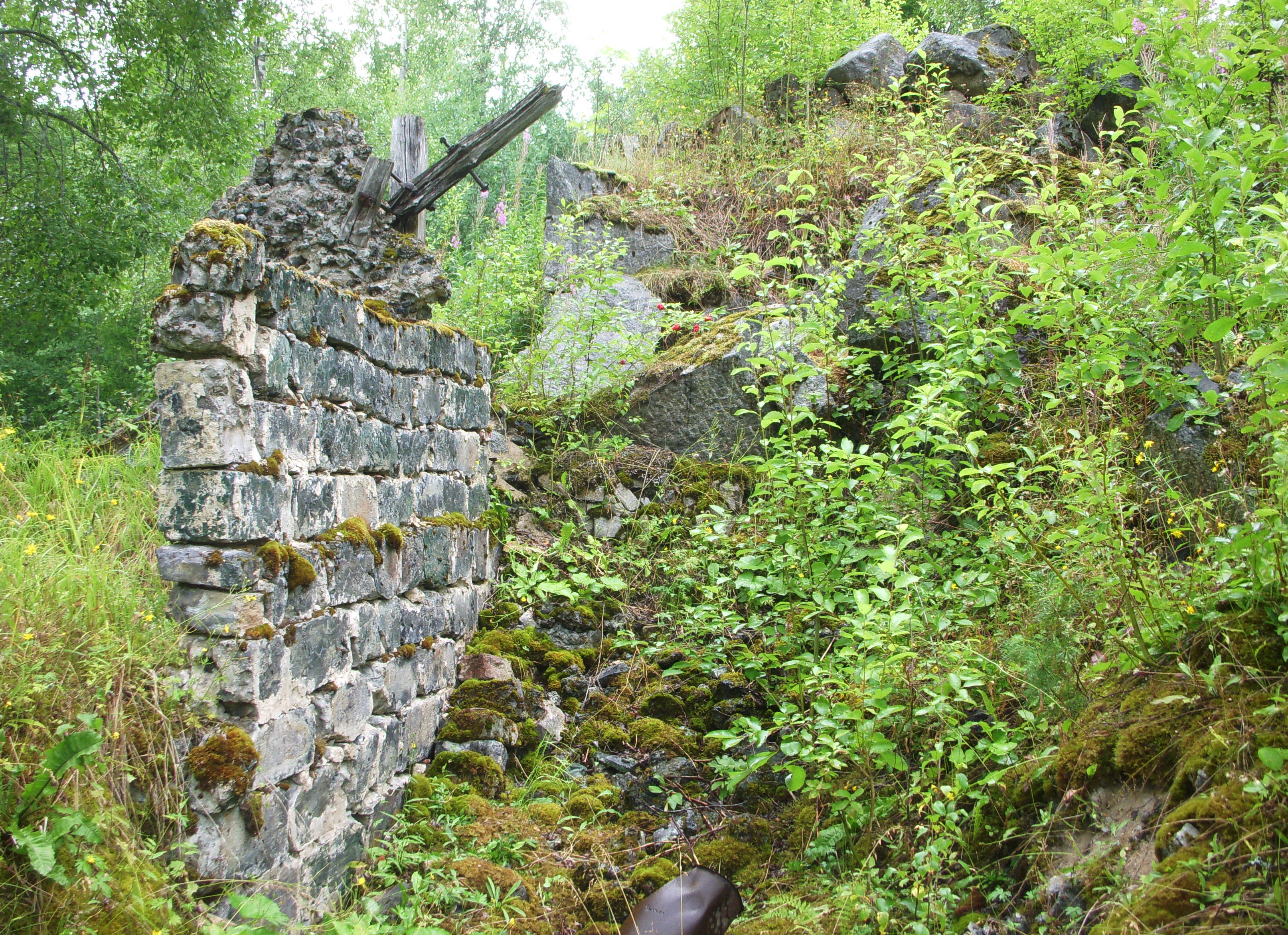
Hyttruinen
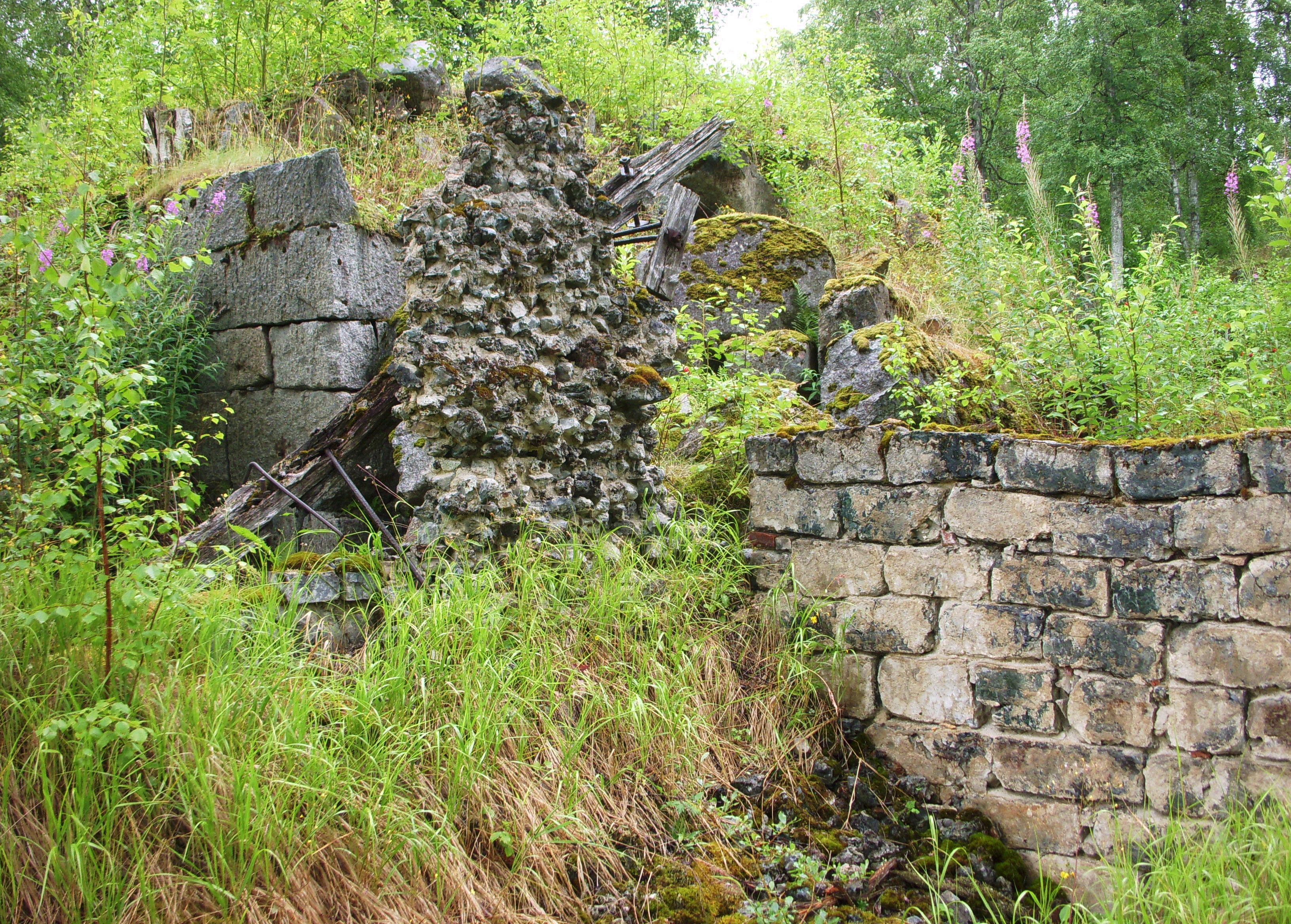
Hyttruinen
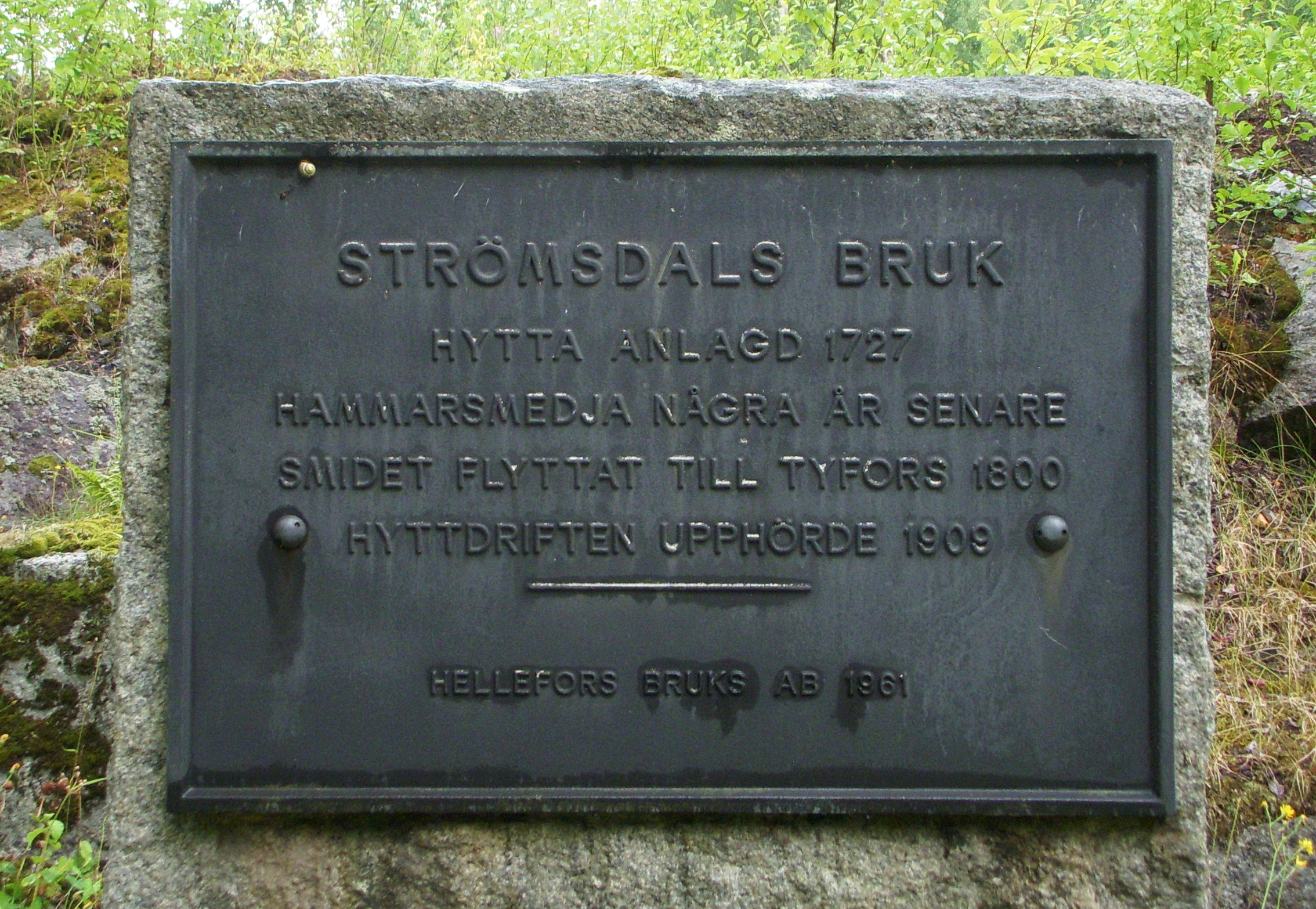
Infotavla